# Conchucos (región)
Conchucos (del culle: kon 'agua' y chuko 'tierra, región', así 'tierra del agua') es una región geográfica e histórica en el norte del Perú, se encuentra conformada por diversos valles ubicados en la margen oriental de la Cordillera Blanca, en el departamento de Áncash. Posee una extensión aproximada de 240 km y una superficie de 14.880 km²; comprendiendo así a las provincias de Antonio Raymondi, Asunción, Carlos F. Fitzcarrald, Huari, Mariscal Luzuriaga, Pallasca (Distritos de Pampas y Conchucos), Pomabamba, Sihuas y Yungay (Distrito de Yanama) que con 209.000 habitantes, conforman el 20% de la población regional.
Su orografía comprende rangos altitudinales entre los 1.546 m s. n. m. en el cañón del Marañón, y los 6.369 m s. n. m. en el nevado Huantsan. Se extiende desde la divisoria de aguas en la Cordillera Blanca al oeste, hasta el río Marañón al oriente; este río es alimentado por numerosos afluentes, entre los que destacan los ríos: Mosna, Pomabamba, Puchka, San Luis, Sihuas y Yanamayo.
Esta región fue habitada desde el 10000 a. C. aproximadamente. Existen abrigos rocosos con pinturas rupestres en las Provincia de Asunción y Huari que indicarían las ocupaciones humanas más antiguas del territorio. Durante las culturas Chavín, Recuay e inca, florecieron diversos asentamientos que se consolidaron legando a la historia peruana yacimientos de mucha importancia como Chavín de Huántar , Marcajirca, Yaino, Riway y los tambos y kallankas a inmediaciones del bien conservado camino Inca.
Con la llegada de los españoles; la conformación socioeconómica de este territorio cambió radicalmente: a lo largo del Virreinato, las principales actividades económicas fueron la minería, la agricultura y textilería. El auge minero inició su declive en la segunda mitad del siglo XX, y con la promulgación de la reforma agraria de 1969, se dio por terminada la producción agrícola a gran escala, hecho que conllevó a que miles de familias emigraran a ciudades con mayores oportunidades laborales, movimientos migratorios que siguen sucediendo aunque a menor escala, gracias a la mejora de las vías de comunicación y la mayor oferta laboral.
La actividad económica de esta zona se apoya en la agricultura y la minería, esta última se concentra en la provincia de Huari, con la explotación de la mina de cobre Antamina, una de las más grandes del mundo, a pesar de ello, el desarrollo humano no es equilibrado, son varios poblados que viven por debajo del umbral de pobreza. 
La ciudad más extensa y poblada es Pomabamba, ubicada al norte con más de 8.000 habitantes que vive principalmente de la agricultura y ganadería,  seguida por Huari en el sur, con más de 6.000 pobladores que concentra su desarrollo en la minería, el turismo y el comercio. 

## Toponimia
Esta zona de Áncash es comúnmente llamada Callejón de Conchucos o Zona de Conchucos, topónimo tomado de un grupo étnico preinca que habitó la zona norte del territorio, sin embargo, cabe resaltar que este territorio perteneció a varias etnias: pincos, siguas, huaris y piscopampas. 
El vocablo Conchucos proviene del idioma Culle, ya extinto; según Willem Adelaar: kon = agua y chucu = tierra o país. Es destacable también que este topónimo se haya impuesto al territorio de otros grupos étnicos incluso con mayor población, esto es explicable debido a que la encomienda de Conchucos fue, durante la colonia, uno de los centros mineros más prósperos del virreinato, al punto de que la Casa de la Moneda se trasladara a esta población por unos años.
En los libros y enciclopedias académicas, y en el lenguaje popular en general, existe y persiste el error de nombrar a esta región como: Callejón de Conchucos. Desde el punto de vista geográfico este territorio no puede ser llamado callejón, ya que no es un solo valle aluvial por el que corre un río principal alimentado de otros de menor envergadura como sucede en el Callejón de Huaylas con el río Santa.

## Geografía

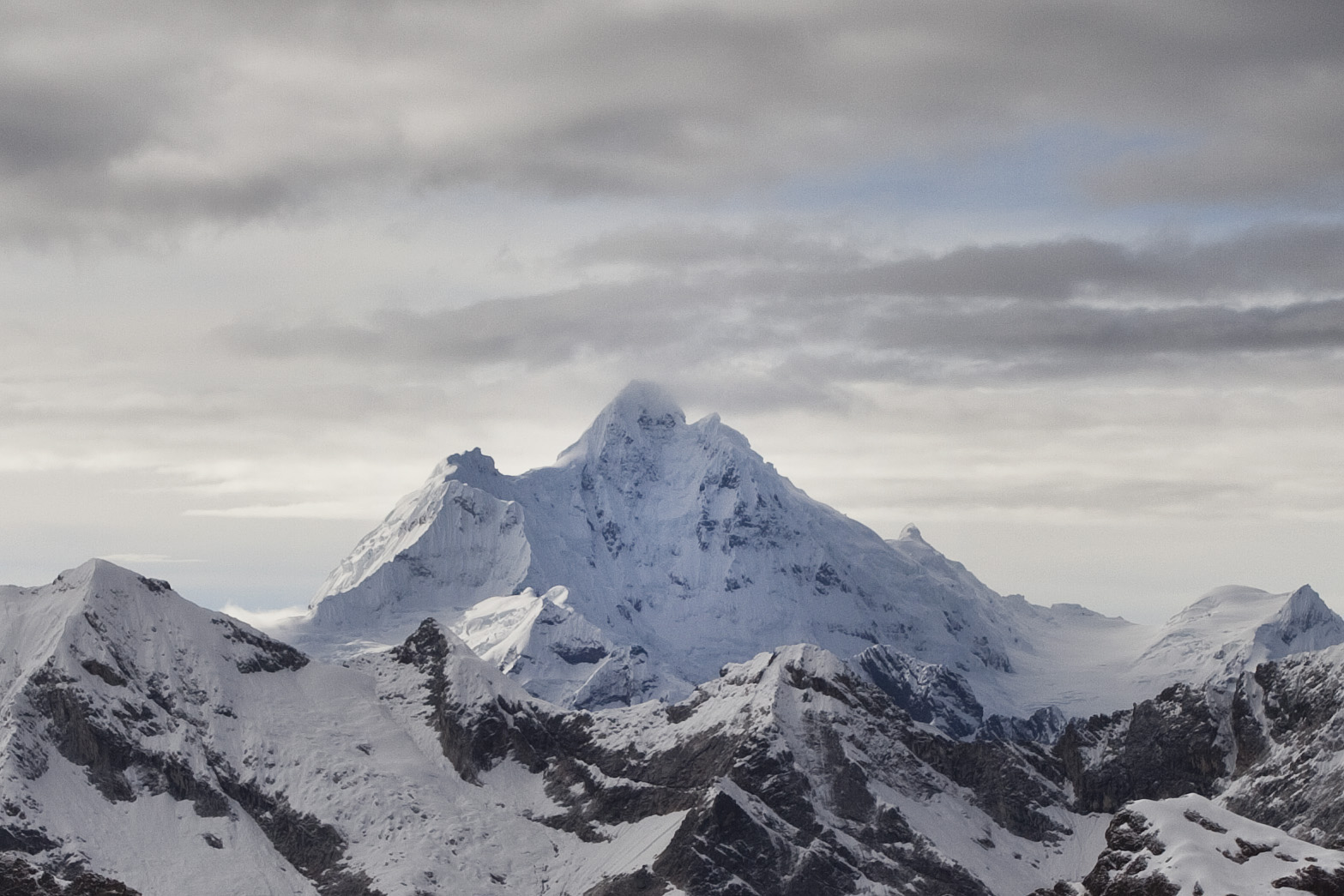
Nevado Huantsan 6369 m., el punto más alto de este territorio.

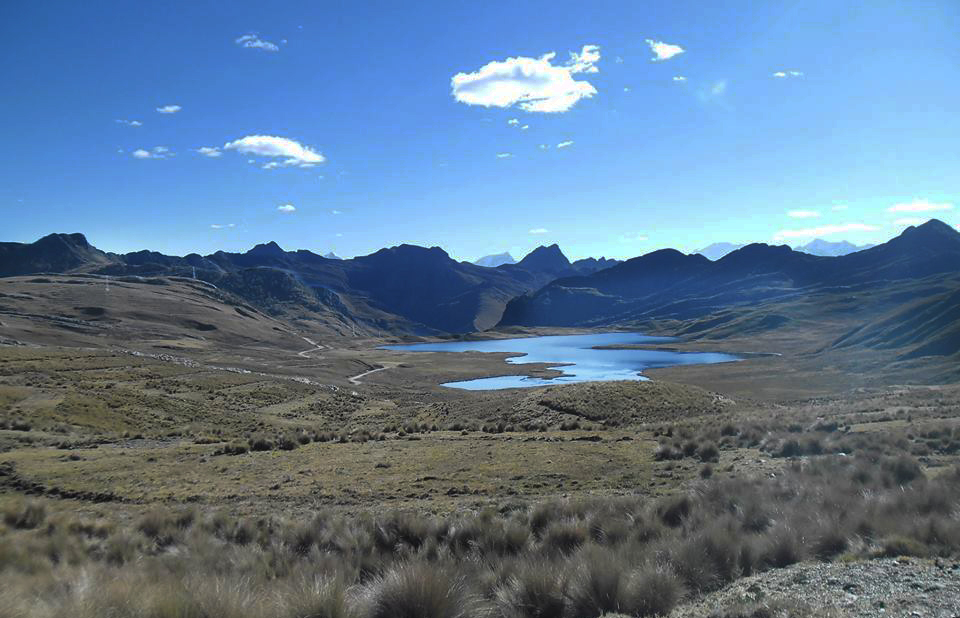
Laguna Huachucocha en la puna de Collota - Provincia de Carlos Fermín Fitzcarrald. Al fondo se aprecian los nevados Copa, Hualcán, Huascarán, Contrahierbas a unos 32 km.

El departamento de Áncash comprende a dos regiones naturales: La Costa y la Sierra, esta última queda dividida en dos subregiones, la Sierra Occidental (Callejón de Huaylas y la Cordillera Negra) y la Sierra Oriental(vertiente del atlántico), esta división se debe a la presencia de la Cordillera Blanca una cadena de montañas perteneciente a la Cordillera de los Andes que a su vez hace de divisoria de aguas regional y continental.
La Sierra Oriental, limita al sur con el departamento de Huanuco, al oeste con la Cordillera Blanca, al norte con el río Tablachaca que la separa del departamento de La Libertad, y por el este con el río Marañon que hace de límite natural entre las regiones de Ancash y Huánuco.

### Orografía
Por su ubicación, la orografía en este territorio es extremadamente accidentada, con abundancia de terrenos montañosos, debido a su ubicación en la falla activa Cordillera Blanca que viene levantando este territorio desde el periodo cuaternario (2.588 millones de años) a razón de 1 mm/año mientras que el bloque occidental (callejón de Huaylas) continúa en hundimiento. Los estudios de geología sísmica muestran que esta falla sigue activa por lo tanto es una fuente sismo-génica continental o intraplaca, que puede ocasionar rupturas violentas con desplazamientos de hasta 3 metros originando sismos con magnitud de hasta 7,4 ML.
El territorio se extiende sobre las regiones naturales Yunga(río Yanamayo y río Marañón), Quechua, donde se ubican la mayoría de las ciudades, Suni, Jalca y Janca, estos dos últimos con mayor presencia en las provincias de Asunción, Huari, Pomabamba, Mariscal Luzuriaga y Sihuas, están incluidos dentro del parque nacional Huascarán por contener en su territorio a los nevados Alpamayo, Pirámide de Garcilaso, Jancapampa, Camchas y Perlilla entre otros.

### Hidrografía
La región cuenta con 408 lagunas glaciares y pluviales que vierten sus aguas al Río Marañón a través de 11 ríos tributarios. Al sur se ubican las cuencas del Mosna y Puchka, que involucran a las provincias de Carlos Fermín Fitzcarrald, Huari y Antonio Raimondi; las cuencas de Yurma y Yanamayo en el territorio de Pomabamba, Mariscal Luzuriaga, Carlos Fermín Fitzcarrald y Asunción. Al norte, las cuencas del Rupaj y Ajtuj (cerca a Quiches) en la provincia de Sihuas; todas estas cuencas desembocan al río Marañón que se unirá al río Amazonas para desembocar finalmente en el Océano Atlántico.

## Historia

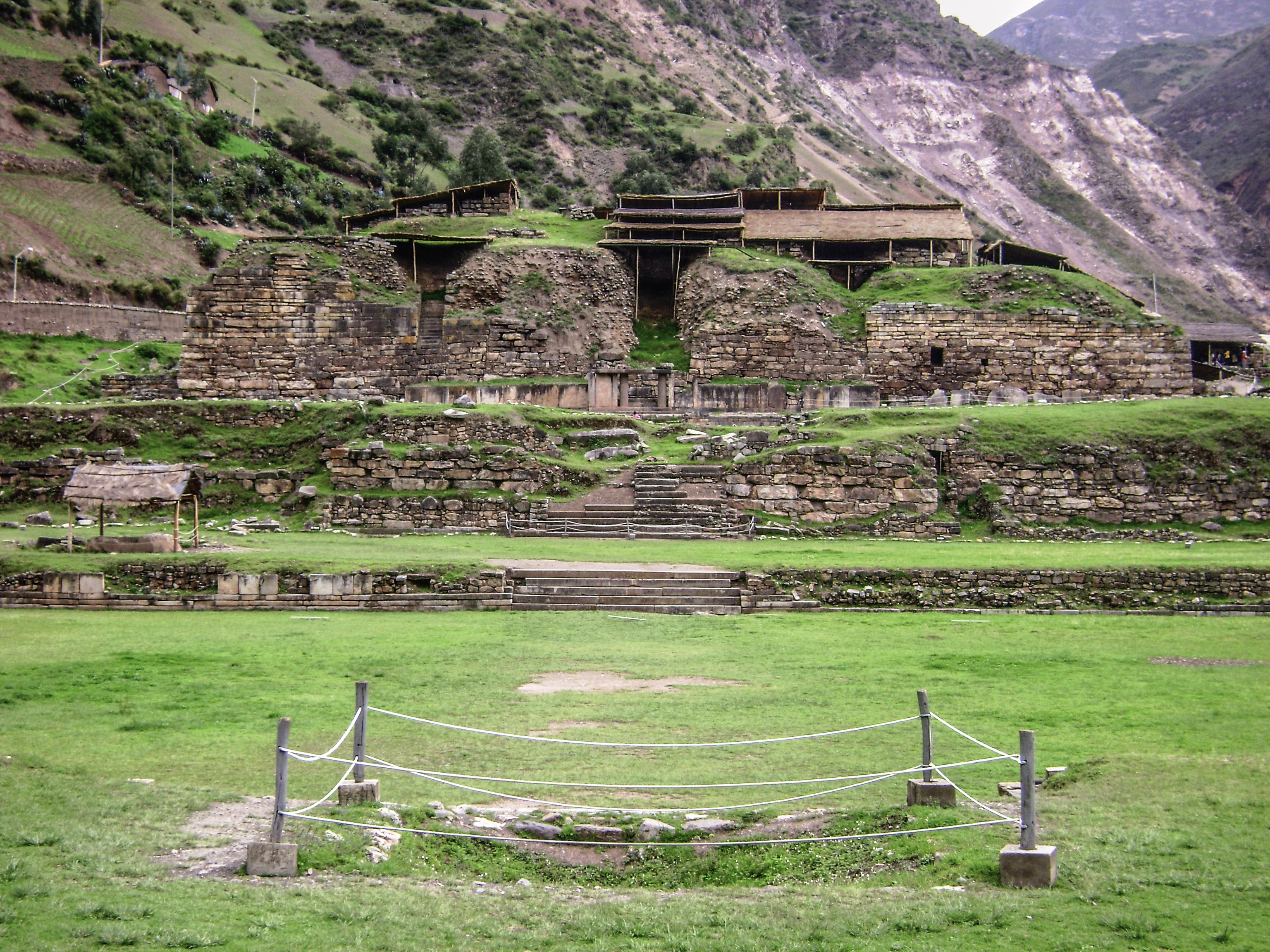
Yacimiento de Chavín de Huántar, construido hace 3.000 años.

Grupos étnicos de Áncash a la llegada de los incas.

### Época preinca

#### Cultura Chavín
La zona sur de Conchucos albergó a una de las primeras altas culturas del Antiguo Perú: chavín, que se desarrolló durante el Horizonte Temprano (1500 a. C.-200 a. C.) Tuvo su centro de desarrollo en la ciudad de Chavín de Huántar, que está ubicada a 2 km de la confluencia de los ríos Huacheksa y Mosna, en la cuenca alta del río Marañón (en la actual provincia de Huari).
El desarrollo histórico de Chavín se considera como un «horizonte cultural» debido a sus influencias artísticas y religiosas presentes en otras culturas contemporáneas a ella. Gran parte de aquel desarrollo histórico corresponde al Periodo Formativo específicamente al Formativo Medio y al Formativo Superior que tiene como características la intensificación del culto religioso, la aparición de la cerámica estrechamente relacionada con los centros ceremoniales, la intensificación del cultivo del maíz y la papa, el perfeccionamiento de las técnicas agrícolas y el desarrollo de la metalurgia y la textilería. Tello planteó que la cultura chavín fue de origen amazónico debido a las múltiples representaciones de la iconografía selvática en sus manifestaciones artísticas, especialmente en la cerámica. En su máximo apogeo Chavín de Huántar, centro principal chavín, actual Patrimonio Cultural de la Humanidad, fue un importante centro ceremonial y centro de irradiación cultural cuya influencia se extendió por gran parte de la costa y sierra de los andes peruanos.
Después de Chavín, surgió la cultura Recuay o Huaylas (siglo I), la cual, antes de anexarse al vasto Imperio inca, influyó en los moches y waris.

### Época inca
[...]En los Conchucos no dexaua de auer aposentos y otras cosas, como en los pueblos que se han passado: y los naturales son de mediano cuerpo. Andan vestidos ellos y sus mugeres: y traen sus cordones o señales por las cabecas. Afirman que los indios de esta prouincia fueron belicosos: y los Ingas

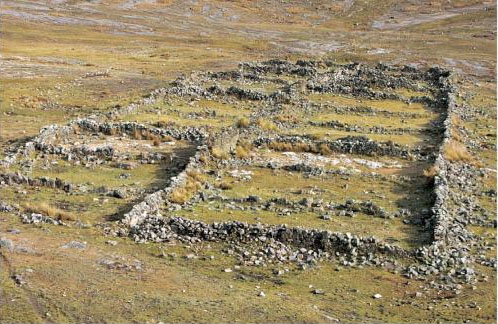
Ruinas del tambo inca de Maraycalla en la provincia de Fitzcarrald.

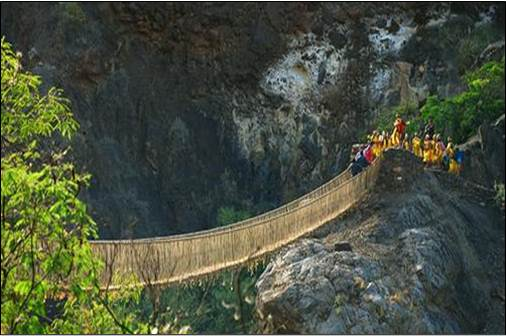
Réplica de un puente inca tendido sobre el río Pucayacu, vincula el distrito de Llama con el distrito de Yauya, atravesado por el Camino del Inca.

se vieron en trabajos para sojuzgarlos. Puesto que algunos de los Ingas siempre procuraron atraer a sí las gentes por las buenas obras que les hazían, y palabras de amistad
 Pedro Cieza de León [1553] cap. XCIX fol. 109.

Durante las primeras décadas de expansión del Tahuantinsuyo hacia el norte o chinchaysuyo, luego de haber conseguido la rendición de los pincos (territorio sureste de la actual provincia de Huari), el general inca Cápac Yupanqui (hermano del emperador inca Pachacútec) avanzó en dirección norte hacia el río Yanamayo, donde fue atacado por las huestes del Ejército Confederado de los Conchucos conformado por miembros de las etnias huari, conchucos y piscopampa, quienes optaron por hacer una guerra de guerrillas valiéndose de la ubicación geográfica de sus fortalezas. Los incas se vieron obligados a retroceder a las alturas de Yauya, en Maraycalle, a 4.260 m s. n. m. desde donde comandarían sus campañas de conquista.

[...] Con esta respuesta entraron los incas en la provincia de allí enviaron el mismo recado a las demás provincias cercanas a ella (que entre otras hay, las más principales son Huaras, Piscobamba, Cunchucu), las cuales, debiendo seguir el ejemplo de Pinco, hicieron lo contrario: que se amotinaron y convocaron unas a otras, deponiendo sus pasiones particulares para acudir a la común defensa. Y así se juntaron y respondieron, diciendo que antes querían morir todos que recibir nuevas leyes y costumbres y adorar nuevos dioses. Que no los querían, que muy bien se hallaban con los suyos antiguos que eran de sus antepasados, conocidos de muchos siglos atrás. Y que el inca se contentase con lo que había tiranizado, pues con celo de religión había usurpado el señorío de tantos curacas como había sujetado. Dada esta respuesta, viendo que no podían resistir la pujanza del inca en campaña abierta, acordaron retirarse a sus fortalezas y alzar los bastiones y quebrar los caminos y defender los malos pasos que hubiese, lo cual todo apercibieron con diligencia y presteza [...]
 Inca Garcilaso de La Vega - Comentarios Reales - pg. 354 (1991).

Las etnias confederadas fueron derrotadas luego varios meses de asedios, posteriormente, Túpac Yupanqui asentaría las bases para la sociedad inca imponiendo el quechua como idioma principal por sobre el culli, hablado sobre todo en el norte de esta región. También construyó numerosos tambos administrativos a lo largo de todo el recorrido del camino inca, así como sendas casas reales en Huaritambo, Huancabamba y Piscobamba.

«El inca, gran señor del Cusco, desde Maraycalle, que desde aquí se ve, por allá por las alturas de Yauya, al divisar por estos lados y contemplar las verdes praderas de Chinlla, Sapchá, Colpa y Cunya y más poblados, envió emisarios a pedir que Kátin y Riway se sometieran a su imperio y que en señal de vasallaje le enviaran doce jovenes ñustas para su séquito. Entonces los muy valientes Kátin y Riway contestaron al inca con palabras bravas y se negaron a obedecerle. El inca que era soberbio y que venía desde el Cusco sometiendo a todos los pueblos tomó muy a mal esta desobediencia. Subióse a lo más alto de Maraycalle y desde allí tiró con su poderosa honda primero un puñado de tierra que cayó en Allpabamba, y después otro puñado de Shashal que calló sobre Chinlla. Que si mandan lo que el inca pedía habría tirado oro y plata, en lugar de shashal y allpa. Por eso, aquí en Chinlla estamos condenados a trabajar toda la vida haciendo ollas con estos viles materiales, sin conseguir oro ni plata, si no, sólo sufrimiento y pobreza,¡Es la maldición del inca! En cambio Llamellín recibió la bendición del inca porque mandó el tributo que pedía, por eso sus tierras son tan buenas que nunca sus cosechas se pierden como entre nosotros »
 Traducción de la historia quechua de un campesino de Chinlla, Chacas, narrada a Santiago Márquez Zorrilla en 1940.

### Conquista española
Conformación de las encomiendas de Huari, Conchucos, Siguas y Pincos (1530-1560)

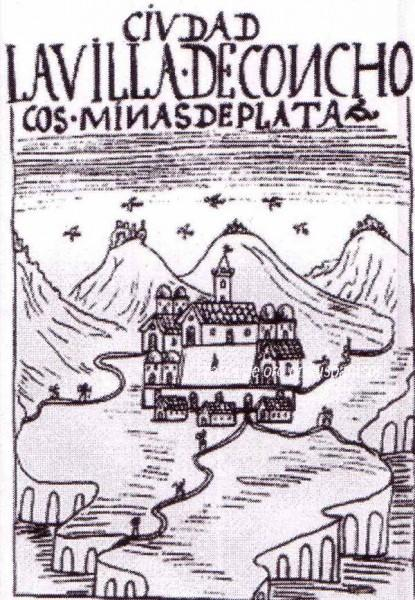
la villa de Conchucos, ilustración hecha por el cronista Guaman Poma de Ayala.

Durante la Conquista del Perú, cuando Francisco Pizarro tomó como rehén al inca Atahualpa en Cajamarca, ordena a una guarnición comandada por Hernando Pizarro que explorara los territorios del sur, este grupo lograría saquear Pachacámac para luego dirigirse a Jauja con 27 cargas de oro y 2 mil marcos de plata; donde apresan al general inca Calcuchimac, luego de esto, el viernes 21 de marzo de 1533, deciden retornar a Cajamarca haciendo la ruta del viaje por Tarma, Pumpú, y Huánuco Viejo hasta el 29 de marzo; desde este punto, toda la sierra oriental de Áncash desde Pincos hacia Huari, Maraycalla, Piscobamba, Sihuas, Conchucos y Andamarca hasta el 7 de abril de donde prosiguen a Huamachuco, Cajabamba e ingresan finalmente en Cajamarca, el 14 de abril de ese año, 1533.
Tras la retirada de las tropas de Manco Inca luego de fracasar en su intento de tomar Lima, el cabildo limeño ordenó a Francisco de Chaves ir a someter y pacificar a los indios que permanecían alzados en Huaura, Atavillos y Lampián (sierra del actual departamento de Lima); Huaylas y Conchucos; y Bombón, Tarma y Huánuco (sierra central del Perú). En Huamachuco se reunió con el capitán Miguel de la Serna, con el que inició la campaña, que fue muy cruel, especialmente en los Conchucos donde los indios tenían cercado a Gonzalo Pizarro y a sus hombres, que se hallaban en camino hacia la región amazónica. La represalia española sobrepasó los límites y desembocó en un verdadero genocidio: luego de quemar y empalar a hombres y mujeres, Chaves hizo asesinar a 600 niños menores de nueve años, a los que hizo previamente pronunciar su apellido en vez del nombre de Jesús. Este crimen fue condenado por los mismos españoles y fue denunciado ante la corte real. Toda un área extensa fue convertida en el corregimiento de Conchucos, involucrando bajo la misma jurisdicción a los pincos, huaris y piscopampas.
Frente a ello, la misma Corona de Castilla procedió a castigar a los conquistadores responsables en tal Crimen de guerra, y a reparar los daños, de acuerdo a las leyes y cánones de la época en el Derecho indiano.

“El Rey, Don Carlos V, Emperador Augusto:
Don Antonio de Mendoza, nuestro Virrey de las Provincias del Perú y Presidente de la Real Audiencia de ellas: he entendido que habiendo enviado el marqués Don Francisco Pizarro a un Capitán suyo que llamaban Francisco de Chávez, a castigar a cientos de indios porque habían muerto a su amo, no los pudiendo haber a las manos, por haberse recogido a la sierra, tomó a todos los niños y niñas de 3 años hasta número de 600, y los mató; y habiéndosenos suplicado acerca de esto que en memoria de tan gran crueldad seamos servido mandar a que los indios que dejó se eche alguna pensión para hacer escuelas de la Santa Doctrina donde los dichos niños murieron, e instituir que fuesen diestros y doctos en cristiandad y edad que por si pudiesen trabajar […] Fecha en Innsbruck a 25 de diciembre de 1551. Yo el Rey.”.
Carlos I de España

Entre 1555 y 1560, los evangelizadores agustinos, luego de establecer un convento en Huamachuco, continuaron su labor pastoral por la sierra de Trujillo llegando al norte de Conchucos y fundaron en total 6 capillas con sus respectivas advocaciones en Pallasca, Tauca, Piscobamba, Corongo, Huandoval y Cabana. Los sacerdotes fundadores de aquellas doctrinas fueron Fernando García como vicario y Fray Alonso de Espinoza como acompañante.

### Época virreinal

#### Corregimiento de Conchucos (1560-1784)

Corregimiento de Conchucos y repartimientos, propiedad de vecinos notables de Huánuco.

Toribio de Mogrovejo en sus visitas de evangelización; celebró el 8.º Sínodo Diocesano en Piscobamba, en 1594. Anteriormente habían ingresado los agustinos, y por el sector sur los dominicos.
Composición de tierras de 1644
En 1644, las tierras del corregimiento fueron recompuestas y legalizadas a sus poseedores, esta tarea fue encargada a al conde de Chinchón, Pedro de Meneses, quien al cabo de 4 meses repartió 714 fanegas y remató 272 en los diversos pueblos y estancias. En la nueva recomposición  de tierras celebraron contrato 34 indígenas notables o curacas, 14 mestizos y 86 españoles. Esta repartición sentaría las bases de las estructuras sociales y territoriales de Conchucos con una fuerte presencia de estancias ganaderas, textiles y latifundios que en décadas posteriores fueron extendiéndose a través de lazos sanguíneos entre sus diversos propietarios.
Creación de los Partidos de Conchucos Alto y Bajo (1784-1821)

### República
Durante la conformación de la Provincia de Conchucos (1821-1860)

Partido de Conchucos (1784-1820), perteneciente a la intendencia de Tarma.

Provincia de Conchucos (1820-1839), adscrita al departamento de Huaylas.

Cuando se proclamó la independencia del Perú; el intendente de Tarma, Dionisio Vizcarra, enviado por el libertador don José de San Martín, hizo jurar la independencia en la plaza principal de todos los pueblos de Conchucos, iniciando por el pueblo de Chacas en diciembre de 1821. De acuerdo al reglamento provisorio publicado por José de San Martín el 12 de febrero de 1821, se estableció la primera demarcación territorial en la que se creó la provincia de Conchucos.
En 1826, tras la asunción al poder de Simón Bolívar como presidente; se reunieron en la ciudad de Huari los treinta y cinco vecinos notables de las actuales provincias de Asunción, Fitzcarrald, Antonio Raymondi y Huari que en ese entonces conformaban el Partido Alto de Conchucos, una subdivisión territorial que tenía como capital a Huari, perteneciente a la Provincia de Conchucos. Estos ciudadanos dieron validez y apoyo a la segunda constitución del Perú promulgada por el general venezolano.
Desaparición de la provincia de Conchucos y nacimiento de las actuales provincias (1860-1983)
El 21 de febrero de 1861, la provincia matriz de Conchucos, creada en 1821 por el mariscal Toribio Luzuriaga y teniendo como capital de a Piscobamba, desapareció y surgieron las provincias de Pallasca y de Pomabamba en la época del mariscal Ramón Castilla. En 1901, la capitalía de Pallasca pasó de Corongo a Cabana. Por lo que los coronguinos, durante gestiones de muchos años, consiguieron la creación de la provincia de Corongo en 1943. Por otro lado, Piscobamba, en un proceso reivindicatorio, consiguió la creación de la provincia de Mariscal Luzuriaga, de la cual viene a ser su capital. Esta provincia se ha erigido sobre la base del distrito de Piscobamba de 1824, del cual por intereses de hacendados se segregaron en el siglo XIX los distritos de Parobamba y Llumpa y en el siglo XX los distritos de Llama y Casca. Mientras que Sihuas que había sido segunda capital de Conchucos de 1834 a 1861, recuperó la provincialía en 1961 con la anexión de Sicsibamba que fue viceparroquia de Pomabamba. A esta provincia se integró el distrito Parobamba, que hasta 1868 perteneció a Piscobamba.
La extensa provincia de Huari, ha sufrido en el siglo XX tres desmembramientos. Apareciendo la provincia de Antonio Raimondi en 1964 con su capital Llamellín; luego Carlos Fermín Fitzcarrald, con la capital San Luis en 1983. Y finalmente, Asunción con su capital Chacas en 1983; en la etapa distrital, sufrió el desmembramiento de Yanama, que en 1920 pasó a ser distrito de Yungay. Hay que destacar que estas tres últimas, segregadas de Huari, han sido creadas sobre la base territorial de distrito previo a la provincialización y en las dos últimas, con tres y dos distritos apenas respectivamente.
Andrés Avelino Cáceres, días antes de la batalla de Huamachuco, condujo a sus hombres por Llanganuco,  tramontando por el paso Portachuelo de 4800 m s. n. m. Recibió un entusiasta apoyo de los pobladores de Huarás, Yungay, Yurma, Acobamba, Pomabamba, recibiendo toda clase de auxilios y pertrechos en su camino hacia el Norte.

### SigloXXI
En 2013, se inauguró la carretera Carhuaz-Chacas-San Luis, con un túnel de 1380 m localizado a 4736 m s. n. m. Una de las rutas asfaltadas a mayor altitud del mundo. De la misma forma, en 2016, se inauguró el asfaltado de la carretera Olleros - Chavín - Huari.

## Provincias conformantes

Demografía de Conchucos.

- Asunción . Creada por la ley n.º. 23764 del 30 de diciembre de 1983. Tiene como capital a la ciudad de Chacas. Sus distritos son: Chacas y Acochaca. El 15 de agosto, se celebra la fiesta patronal en honor a la Virgen de la Asunción.

- Antonio Raimondi. Fundada por la ley n.º. 15187 del 26 de diciembre de 1964. Tiene como capital a la ciudad de Llamellín. Sus 6 distritos son: Llamellín, Aczo, Chaccho, Chingas, Mirgas y San Juan de Rontoy. El 8 de diciembre, se celebra la fiesta patronal en honor a la Virgen Inmaculada.
- Carlos Fermín Fitzcarrald. Erigida por la ley n.º 23609, de 6 de junio de 1983, con su capital, la ciudad de San Luis. Sus distritos son: San Luis, Yauya y San Nicolás. El 24 de septiembre, se celebra su mayor fiesta patronal dedicada a la Virgen de las Mercedes.

- Huari. Creada por decreto de marzo de 1821, siendo presidente regional el mariscal Toribio de Luzuriaga. Tiene como capital a la ciudad de Huari. Los 16 distritos son: Huari, Chavín de Huántar, Huacachi. Huachis, Huacchis, Huántar, Masin, Paucas, Pontó, Rahuapampa, Rapayán, San Marcos,  San Pedro de Chaná, Uco, Cajay y Anra. La capital provincial tiene por patrona a  la Virgen del Rosario, su fiesta el 12 de octubre.

- Mariscal Luzuriaga. Establecida por la ley n.º. 12541 del 12 de enero de 1956, con su capital la ciudad de Piscobamba y 8 distritos: Piscobamba,  Llumpa, Llama, Casca, Lucma, Fidel Olivas Escudero, Musga, Eleazar Guzmán Barrón. Su mayor fiesta patronal se celebra en honor San Pedro y San Pablo el 29 de junio.

- Pomabamba. Creada el 21 de febrero de 1861, con su capital la ciudad del mismo nombre y cuatro distritos Pomabamba, Parobamba, Quinuabamba y Huayllán. Su mayor fiesta patronal es en honor a San Juan Bautista el 24 de junio.

- Sihuas. Fundada por la ley n.º. 13485 del 9 de enero de 1961, con su capital, la ciudad del mismo nombre y diez distritos: Sihuas, Acobamba, Alfonso Ugarte, Cashapampa, Chingalpo, Huaillabamba, Quiches, Rágash, San Juan y Siccsibamba. Su mayor fiesta patronal es en honor a la Virgen de las Nieves celebrada el 5 de agosto.

#### Ciudades más pobladas

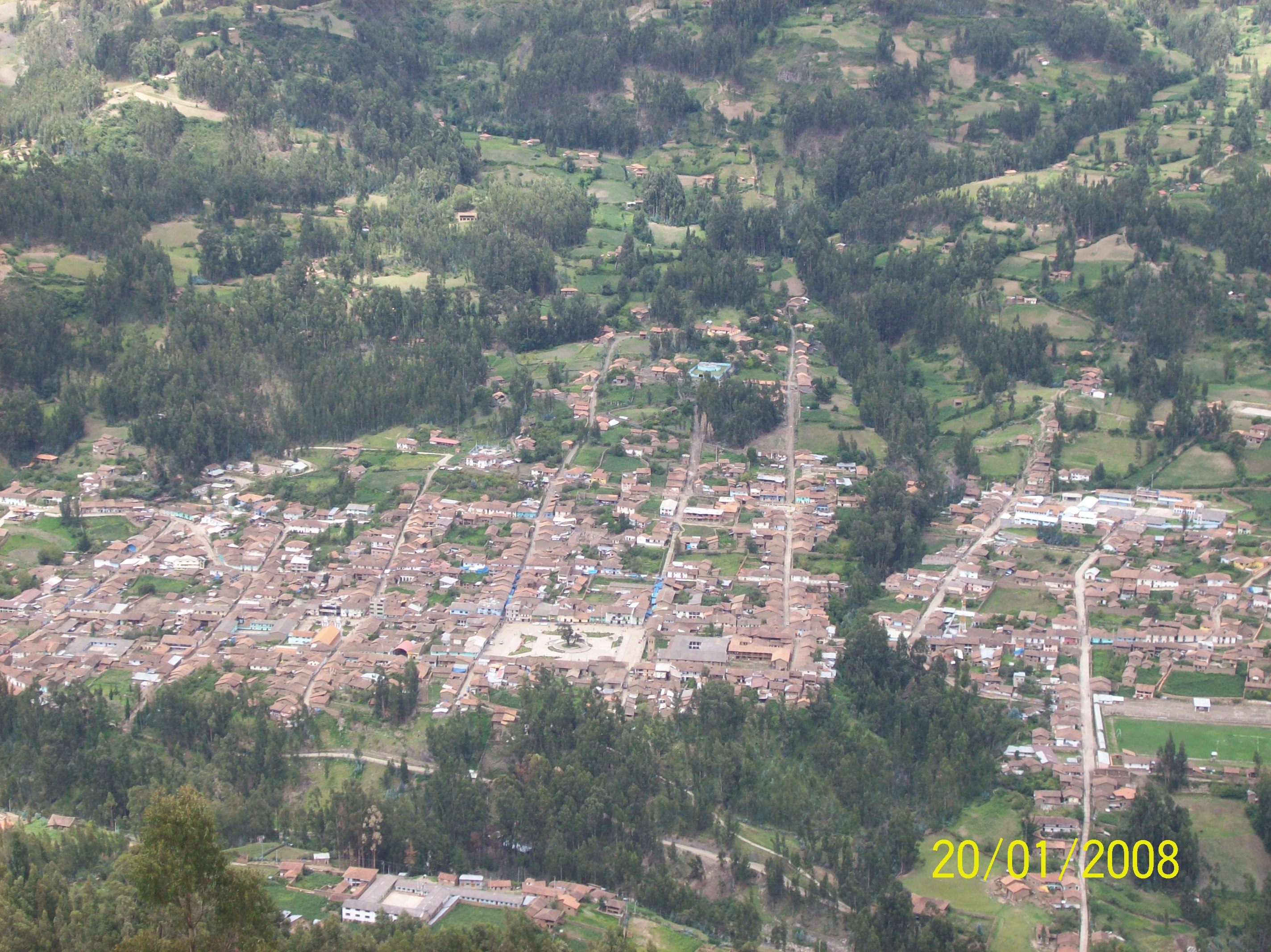
Pomabamba (8.000 hab.)
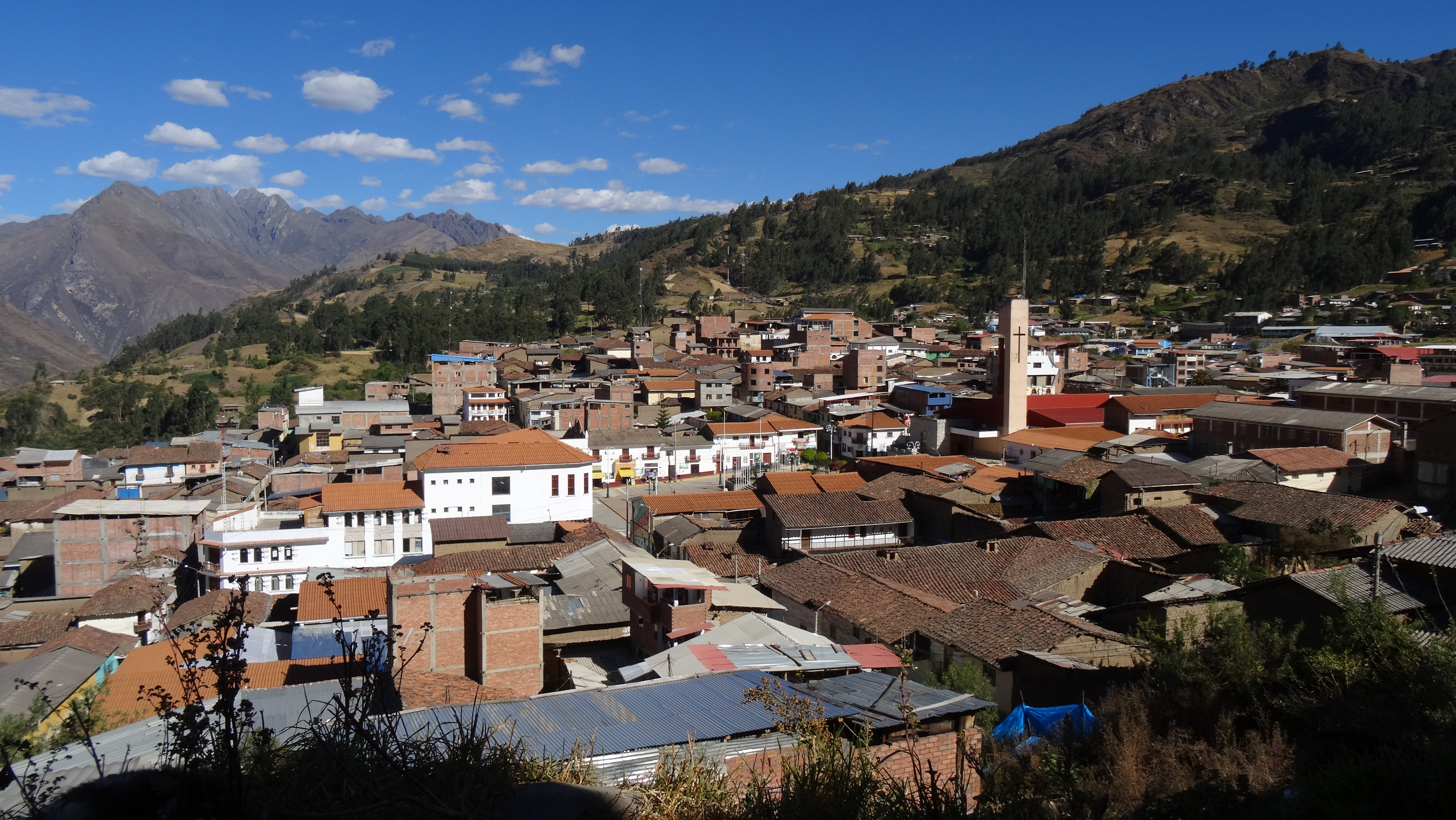
Huari (6.500 hab.)
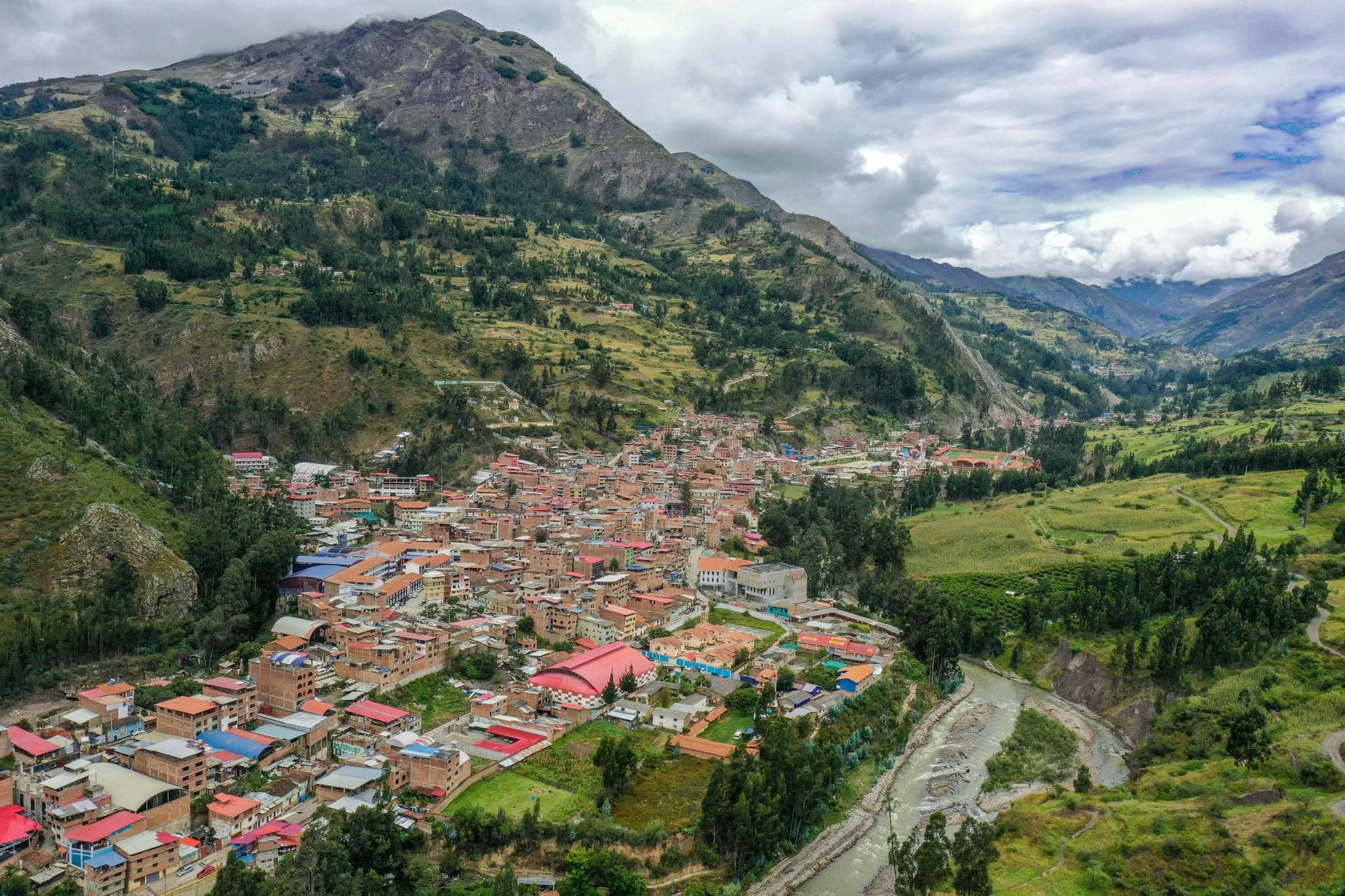
San Marcos, Huari (3.500 hab.)
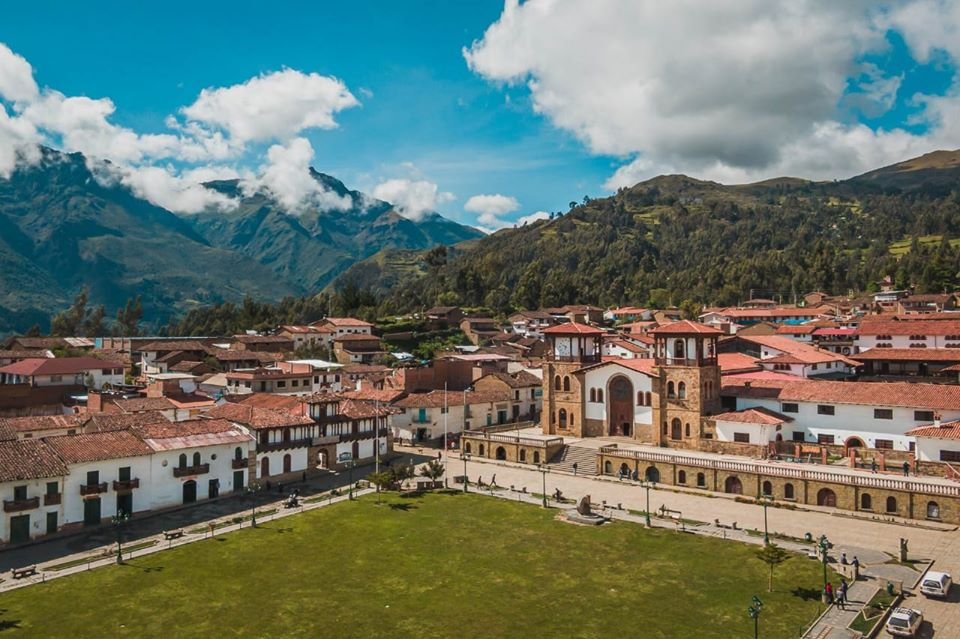
Chacas, (2.500 hab.)
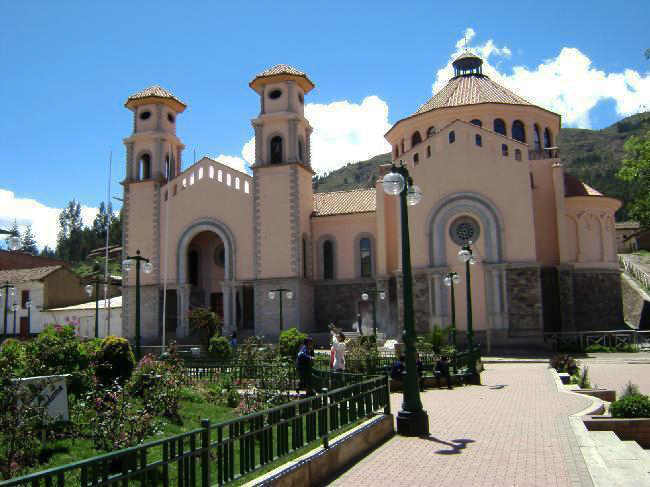
San Luis, Carlos F. Fitzcarrald (2.500 hab.)

### Distritos
Los distritos que geográficamente están en la Sierra Oriental de Áncash son:
- Pampas. Distrito oriental de la provincia de Pallasca, creado por Ley n.º. 2971 de 16.12.1918; limita por el norte con el departamento de La Libertad.
- Conchucos. Distrito levantino de la provincia de Pallasca, establecido por Ley n.º. 2971 de 16.12.18.
- Yanama. En la provincia de Yungay, fundado por Ley regional n.º 176 de 2 de agosto de 1920, antes fue caserío de Chacas.

### Distribución demográfica
La distribución de la población en este territorio está supeditada al terreno agreste sobre el que se ubican los centros poblados y ciudades. Ya que esta región es sumamente accidentada, los núcleos de población no se han desarrollado como en el Callejón de Huaylas, donde los terrenos son más llanos. A esto se suma el alto índice de emigración que viene sucediendo desde los años 80. La escasa oferta laboral, educativa y el mal estado de las vías de comunicación han obligado a que muchos pobladores opten por trasladarse definitivamente a Lima y Huaraz.
De las ciudades con más población, se pueden destacar a Huari con casi 7000 habitantes (ubicado al sur), en el centro Pomabamba con más de 8000 habitantes y en el norte Sihuas con 2000 pobladores aproximadamente.
| Provincias por población al año 2015 |                           |            |                  |           |                       |                    |  |
|                                      |                           |            |                  |           |                       |                    |  |
| Puesto                               | Provincia                 | Capital    | Superficie (Km²) | Población | Tendencia poblacional | Densidad (hab/km²) |  |
| 1                                    | Huari                     | Huari      | 2.772            | 63.798    | Decrecimiento         | 22,58              |  |
| 2                                    | Sihuas                    | Sihuas     | 1.456            | 36.082    | Decrecimiento         | 24,78              |  |
| 3                                    | Pomabamba                 | Pomabamba  | 2.974            | 35.099    | En alza               | 11,8               |  |
| 4                                    | Pallasca                  | Cabana     | 2.101            | 30.570    | En alza               | 13,6               |  |
| 5                                    | Mariscal Luzuriaga        | Piscobamba | 731              | 23.482    | Decrecimiento         | 32,12              |  |
| 6                                    | Carlos Fermín Fitzcarrald | San Luis   | 624              | 22.584    | Decrecimiento         | 36,19              |  |
| 7                                    | Asunción                  | Chacas     | 529              | 8.942     | Decrecimiento         | 18,26              |  |

## Economía
Es predominante la agricultura, especialmente la producción de trigo y maíz. El sector minero es dominado por la empresa Antamina. Como actividad con mejor perspectiva para el futuro es considerado el turismo, ya que sitios arqueológicos como Chavín de Huántar o ciudades de estilo colonial como Chacas ofrecen cierto potencial turístico.

## Infraestructura y equipamientos

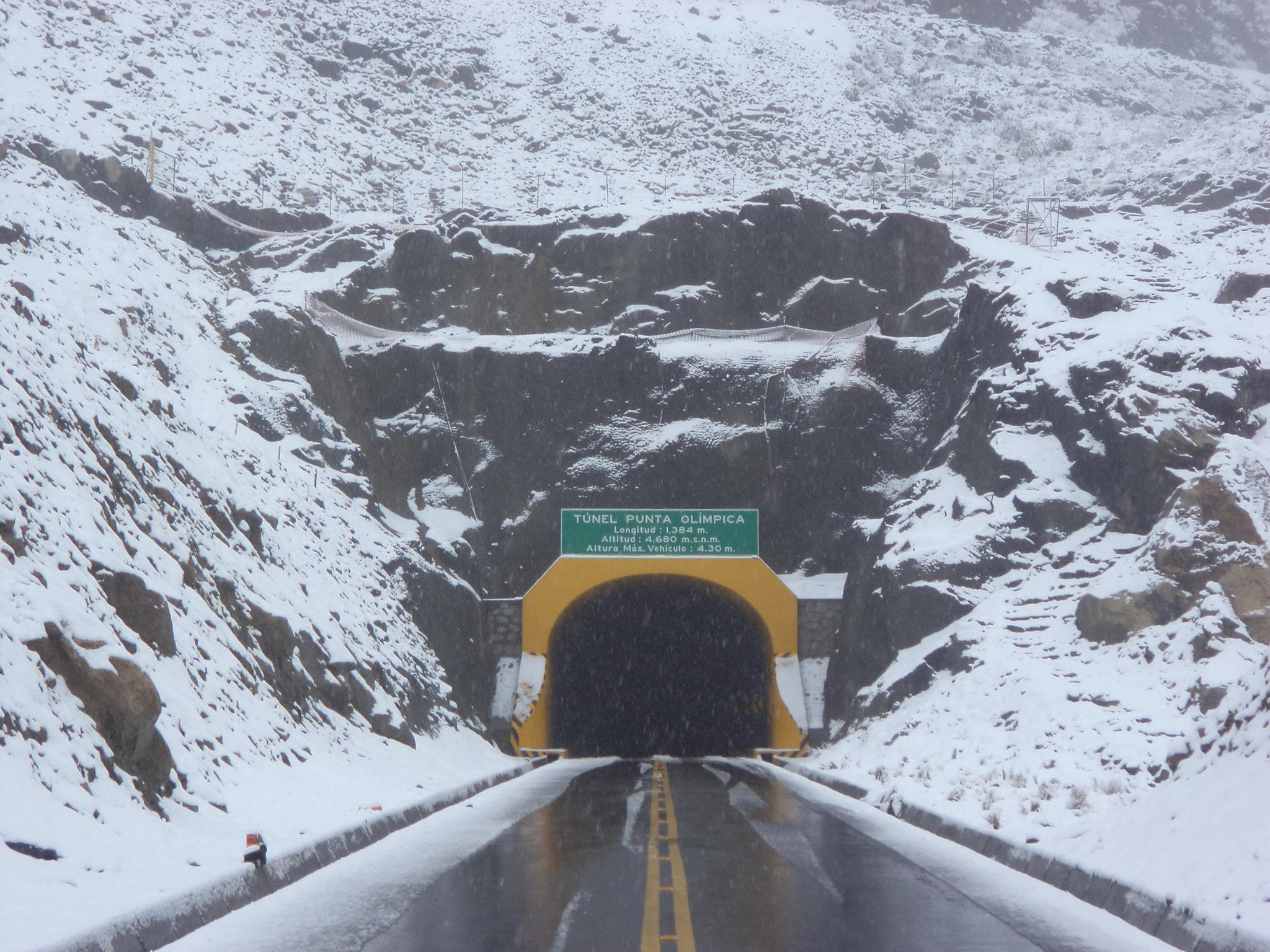
El túnel Punta Olímpica es el paso más transitado hacia Conchucos, fue inaugurado en 2013 con la vía AN-107 que interconecta Carhuaz en el Callejón de Huaylas con Chacas y San Luis en Conchucos..

### Transportes y comunicaciones
- Ruta nacional PE-14C o Carretera Longitudinal de Conchucos:  Es una carretera afirmada que recorre las provincias de Sihuas, Pomabamba, Piscobamba, Carlos Fermín Fitzcarrald y Huari. Esta vía permite un recorrido longitudinal de la sierra oriental.[22]

- Ruta AN-107 o Carretera Carhuaz - Chacas - San Luis. Es la única carretera asfaltada que recorre las provincias de Carhuaz, Asunción y Carlos Fermín Fitzcarrald. Hace posible la unión del Callejón de Huaylas y la Sierra Oriental de Áncash mediante el Túnel Punta Olímpica de 1.4 km que atraviesa el macizo Ulta a 4732 m s. n. m.[23]
- En el Norte, por el paso de Cahuacona, de Yuramarca a Sihuas y a Pomabamba.De Sihuas sale una carretera de penetración a la Selva, justamente, conecta con Huacrachuco, capital de la provincia del Marañón.
- Desde Yungay, pasando por Llanganuco, por la punta de Atojshaico - Portachuelo, Yanama y Pomabamba .[24]

## Administración institucional
- La Mancomunidad Municipal de la Zona de Conchucos fundada en 2011 por los alcaldes de Antonio Raimondi, Asunción, Corongo, Huari, Carlos Fiztcarrald, Pallasca, Pomabamba y Sihuas. Tiene como actual presidente a Lorgio Ríos Ocaña, alcalde de la provincia de Huari.

- Corte Superior de Justicia de Huari, cuya jurisdicción abarca a las provincias de Huari, Raimondi, Asunción, Fitzcarrald, Luzuriaga y Pomabamba.

- Obispado de Huari con jurisdicción en Conchucos y parte de Huánuco, su actual obispo es Giorgio Barbetta Manzocchi.

- Consulado italiano. Localizado en Chacas y administrado por el Dr. Abele Capponi.

## Patrimonio

### Patrimonio histórico
- Huari:
  - Complejo Ceremonial de Chavín de Huántar. Declarado por la Unesco como Patrimonio Cultural de la Humanidad.
  - Gran Camino Inca, conecta Conchucos, Sihuas, Piscobamba, Yauya, Huaritambo y Pomachaca.[25]
  - Marcajirca, ruinas de época Recuay ubicadas en Huari.

- Fitzcarrald:
  - Gran Camino Inca
  - Estela de Yauya, una de las expresiones más importantes del arte chavín, sus dimensiones son: 1.20 m de largo, 56 cm de ancho y 15 cm de grosor. Sobre el grabado en la superficie lítica, se trata de la figura de dos caimanes dispuestos frente a frente en la parte central.
- Maraycalla, Huancabamba, ruinas de época inca en Yauya.

- Pomabamba:
- Ciudadela de Yayno y Carhuacasha, localizados en Pomabamba.

- Sihuas:
  - Gran Camino Inca
  - Pasacancha, ruinas en Sihuas.

- Yanama: 
  - Pampamachay, ciudadela de estilo Recuay.

- Llamellín:
  - Yarkán, ciudadela de estilo Recuay.

- Asunción
  - Riway, Gatin y Huajramarca. Ubicados en Chacas
  - Plaza Mayor de Chacas, de estilo colonial, destaca por haber mantenido su amplio espacio central con césped para la celebración de la corrida de toros (sin muerte) y la carrera a las cintas durante la fiesta patronal de agosto. Resaltan los balcones con finos tallados de estilo barroco y republicano de las viviendas ubicadas en el perímetro, las fachadas blancas y las calles principales empedradas con granito.
  - Santuario de Mama Ashu y Retablo Mayor de Chacas, en su interior destacan invaluables piezas de arte colonial, tales como el retablo mayor de Chacas recubierto en pan de oro, construido en la década de 1750; otros 2 retablos menores (uno recubierto en oro), también el Santo Sepulcro y la Santa Cruz de Chacas.
- Pallasca:
  - Iglesia de Tauca, destaca por su fino y elaborado arte colonial tanto en la fachada como en el interior. Contiene un retablo en pan de oro del siglo XVIII.

### Patrimonio cultural

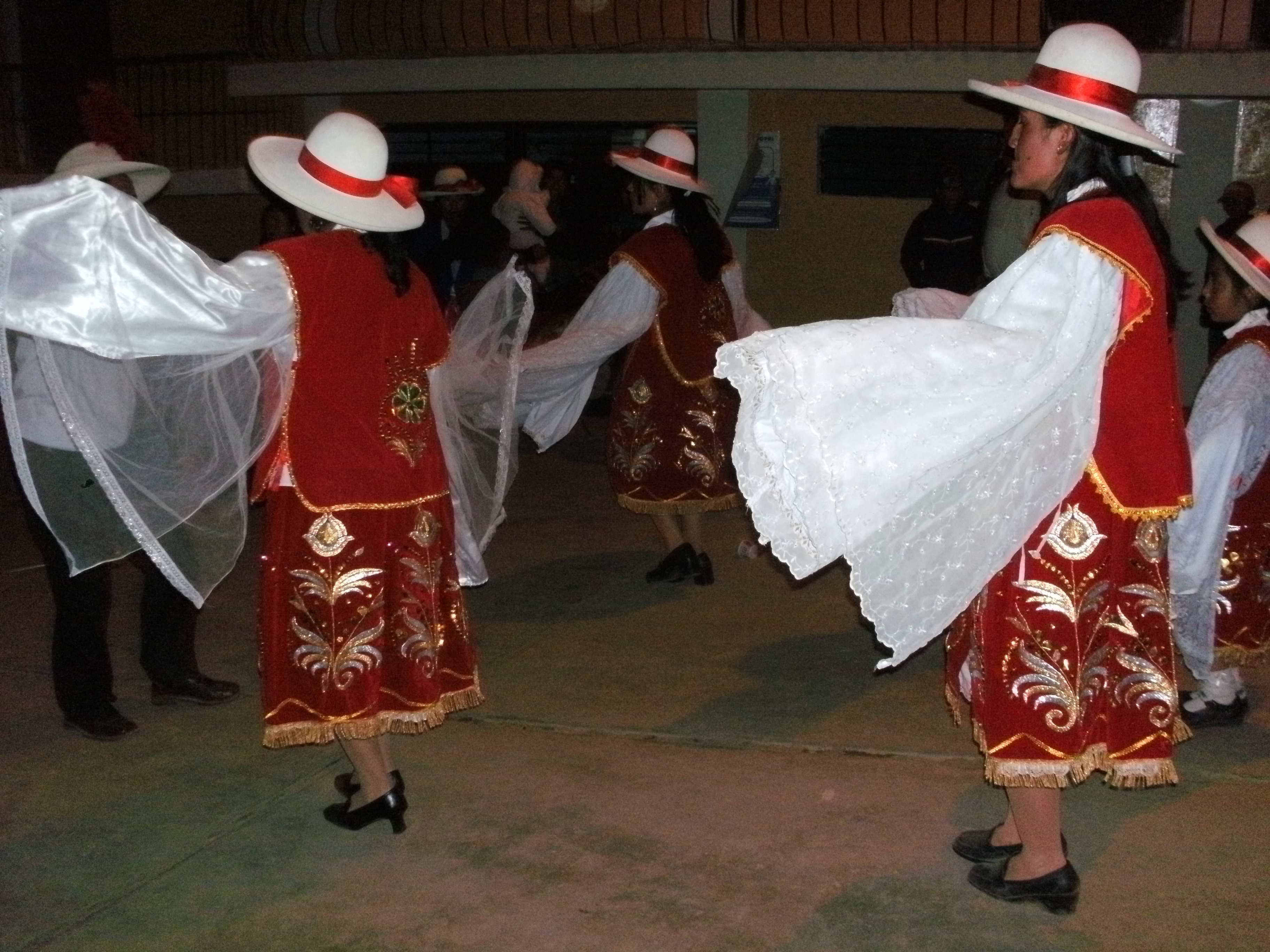
Anacas: acompañan a Santa Cruz en Parobamba.

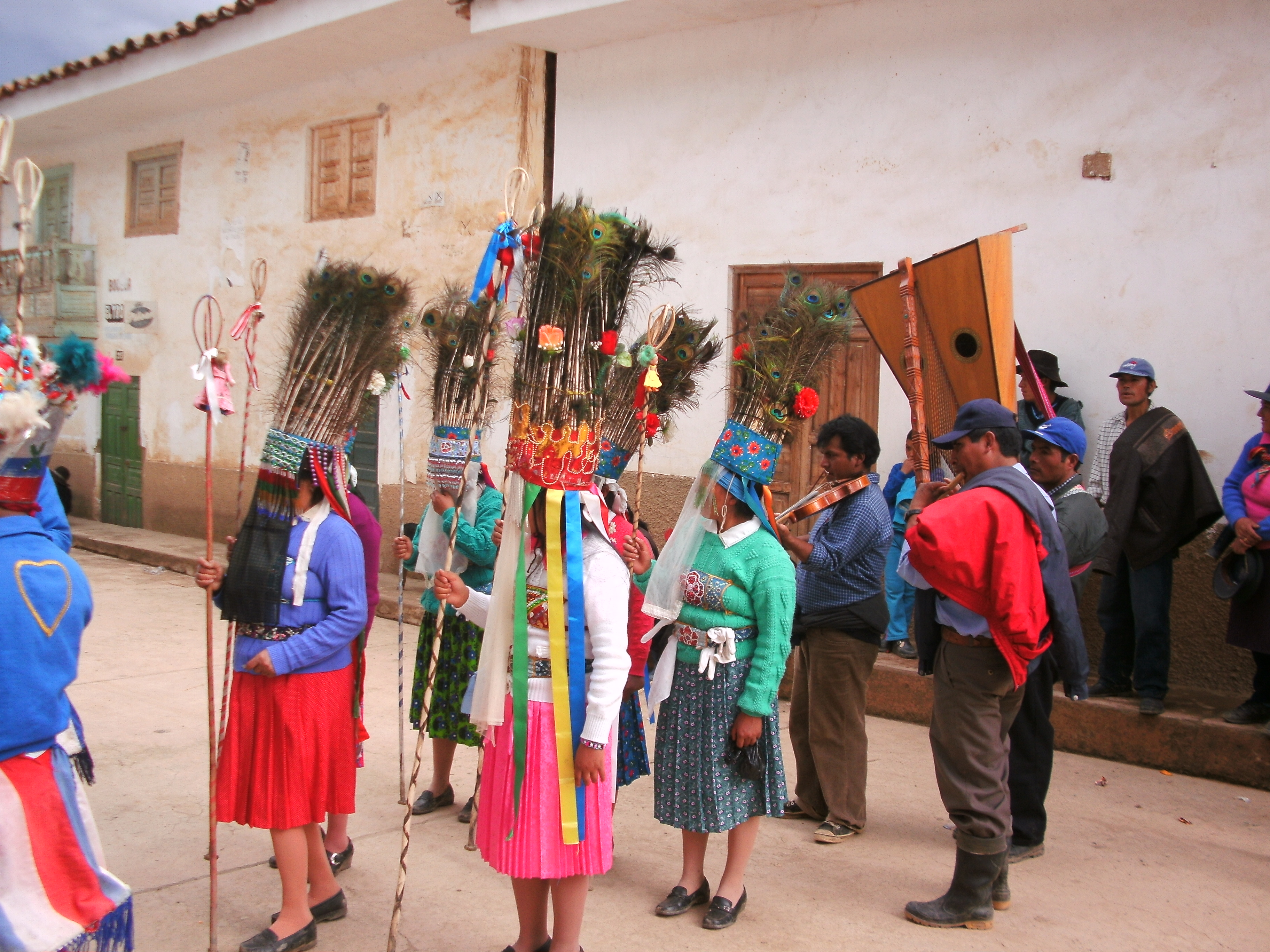
Danza de los Antis con motivo de la fiesta de la Virgen del Rosario, 2.º domingo de octubre.

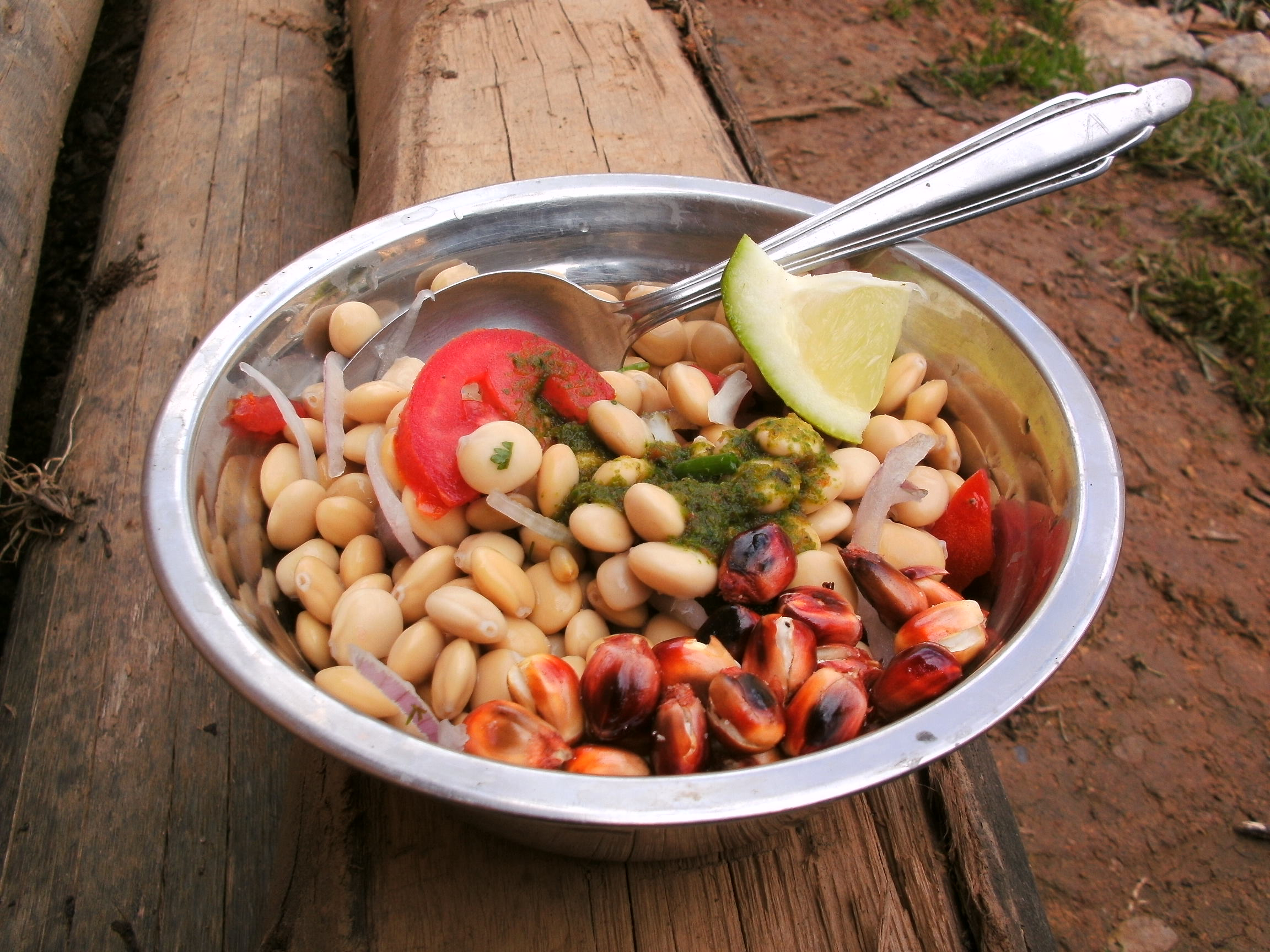
Comida típica del Tarwi, popular en esta región.

#### Danzas
- Sihuas: Caña palla, Turcos de Aqosh-hirka.
- Pomabamba: Marcha, Sarao (Chuyas).
- Mariscal Luzuriaga: Tinya palla con toro y la danza guerrera aucas, Shashu, Cóndor rachi
- C:F: Fitzcarrald: Yurigua (Yauya), Wallpa tushu de San Luis.
- Asunción: Paso Huanquilla, Mozo Danzaq, Kiyaya tushu, Anti runa
- Antonio Raimondi: Duende, Korpus.
- Huari: Huari danza. Asnu tushu (San Marcos)
- Pampas y Conchucos: Moctezuma, Pallas
- Yanama:  Apu Inca Atahualpa, Negritos

Las Danzas comunes son el Huanquilla, huanca, Mozo danza, campeadores, corpus danza que aparecen con motivo de la fiesta de Corpus Christi. Las pallas y las anacas, con acompañamiento de banda de músicos; las danzas complementarias de Inka y Pizarro con la escenificación de la degollación de Atahualpa. La danza de las pastoras (fisonomía rural), el pastorcito ayacuchano, ángel y diablo con motivo de la Navidad.

#### Música
Huayno, chimaychi, chuscada, marinera andina, la música de la siega, el baile de tinya, cruzada. Bandas musicales, roncadoras o chirocos, cajeros lugareños, conjuntos musicales, llamados "orquesta", arpa y violín para "jaranas".
- Cantantes: Estrellita de Pomabamba, Marita Meza, Anita Fajardo, Chinita Cordillerana y Víctor Estrada. Excepto la primera, el resto viaja a animar fiestas patronales y los festejos de utsuy o punkay: reuniones de promesantes.
- Músicos: Eberth Álvarez, Timoteo Goñi, Shawllinko, Marcelo Valverde.
- Variantes de danzas: Las negritas de Musga, las Huancas de Pampachacra, Mixto de Negrería de Pomallucay ( San Luis).

#### Costumbres
- Punkay, utsuy, agasajos previos del mayordomo o alférez para apoyo de las fiestas patronales; quema de castillos y avellanas, luces de Bengala en la vísperas respectivas.Viajan bandas de músicos del callejón de Huailas o de Lima.
- Entierro con acompañamiento de banda, previo almuerzo y misa de cuerpo presente; pitsqay (pichcay),[26] velorios con sacerdote y rezador nativo, consumo de café, panes, galletas, shinguirito.
- Preparación de sanguito el 8 de diciembre, puchero de "coles" en Carnavales; el chihualo o tumbamonte, con previo almuerzo, venta de panes y chicha con pendón blanco y rojo, respectivamente. Preparación de cuy en diferentes variedades, el tarwi o tauri o chocho; el yacón, antidiabético; el yuyo andino-shitqa- y la llitsqa, hojas de quinua en segundo. Los chupes de papa Cashqui), choclo a la brasa (awashinko). La cancha y el kuway de papa, la watya de los dioses de Huarochirí, personificado en el dios Watyaquri.
- kantatsikuy y el churakuy celebrados el 1 y 2 de noviembre, reminiscencia andina de una celebración preincaica, llamada como los ritos de Aya marqay.[27]
- Subsiste el rito del pichcai ( pitsqay: cinco o quinto) que se celebra al día siguiente del entierro; se lavan las ropas del difunto, y de noche las prendas secadas se tienden sobre una mesa y,  con cánticos fúnebres y rezos, se da la despedida al recién enterrado.[28]